# Sieligierskaja
Sieligierskaja (ros. Селигерская) – stacja końcowa linii Lublinsko-Dmitrowskiej moskiewskiego metra, znajdująca się w północnym okręgu administracyjnym Moskwy w rejonie Bieskudnikowskim (Бескудниковский район), przy skrzyżowaniu Szosy Dmitrowskiej (Дмитровское шоссе) i Szosy Korowinskiej (Коровинское шоссе). Otwarcie miało miejsce 22 marca 2018 roku.  Stacja typu płytkiego kolumnowego z peronem wyspowym położona jest na głębokości 20 m. 